# Aéroport international de Huatulco
L'aéroport international Bahías de Huatulco (espagnol : Aeropuerto Internacional de Bahías de Huatulco) (code IATA : HUX • code OACI : MMBT • code DGAC M. : HU1) est un aéroport international situé à Huatulco, dans l’État de Oaxaca dans le Sud du Mexique. L'aéroport gère le trafic aérien national et international sur la côte sud et sud-est du Pacifique de l'État de Oaxaca. 
Il s'agit de l'un des neuf aéroports du sud-est du Mexique exploités par Aeropuertos del Sureste (ASUR) qui le liste comme Aéroport International de Huatulco. 

## Installations
L’aéroport se situe à 141 m d'altitude. Il a une piste désignée 07/25 avec une surface en asphalte de 3 000 m.  
Un salon d'aéroport est exploité par Global Lounge Network.  

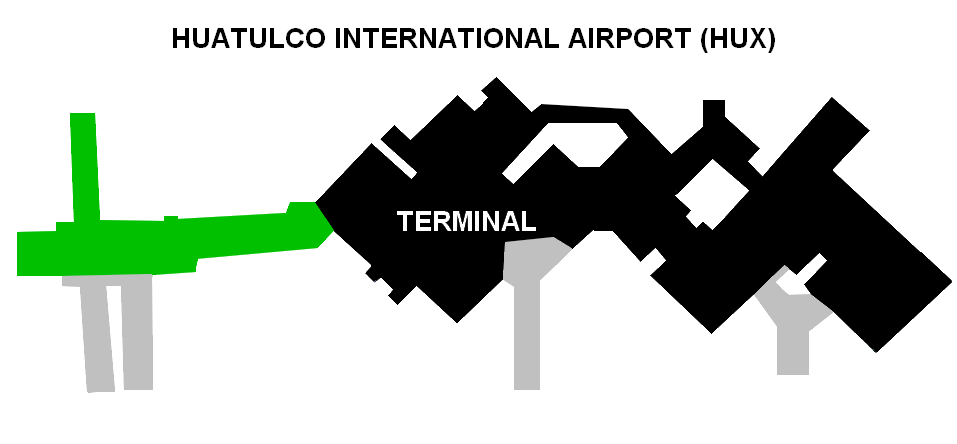
Carte du terminal.

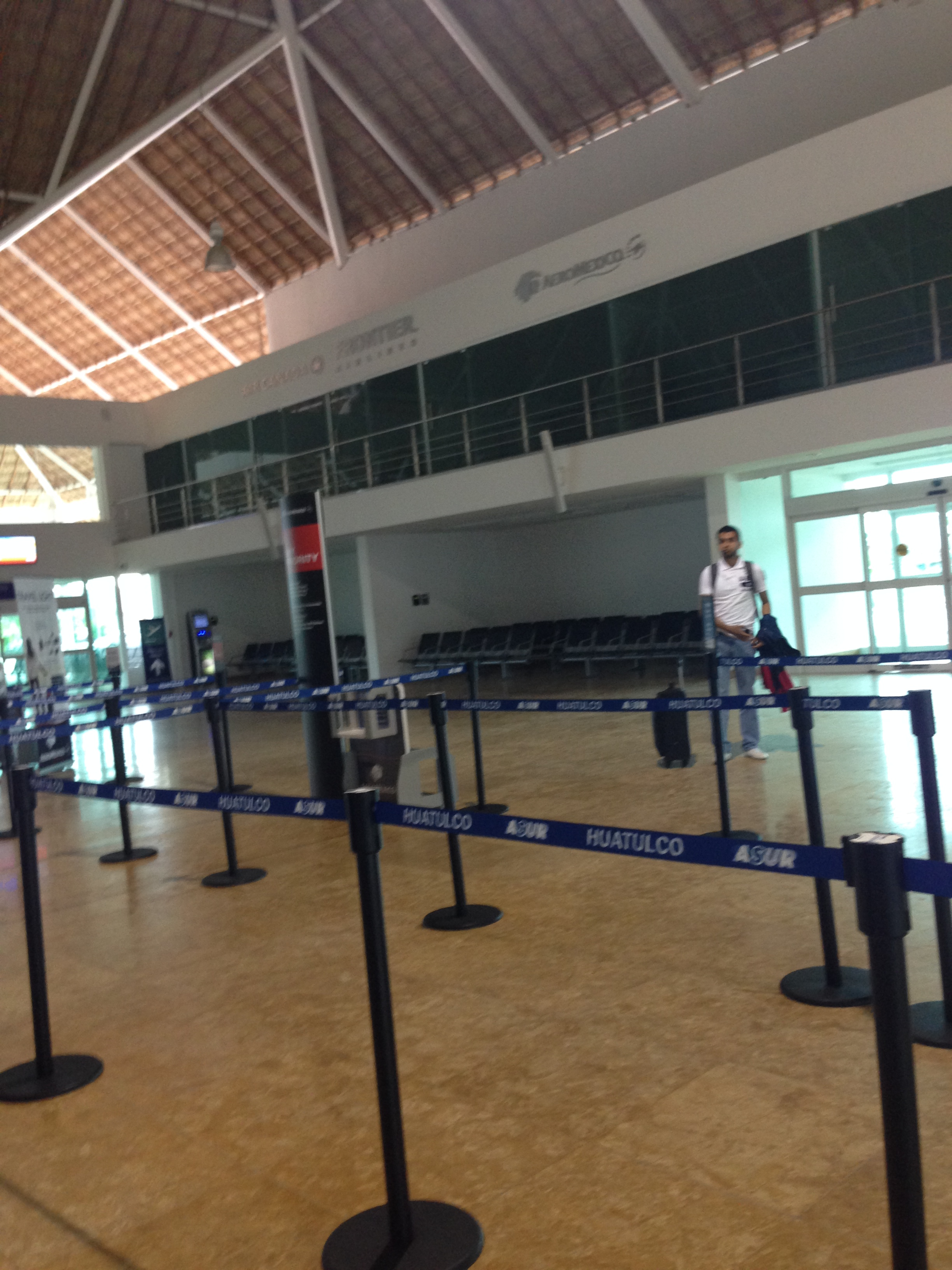
Intérieur de l'aéroport de Huatulco.

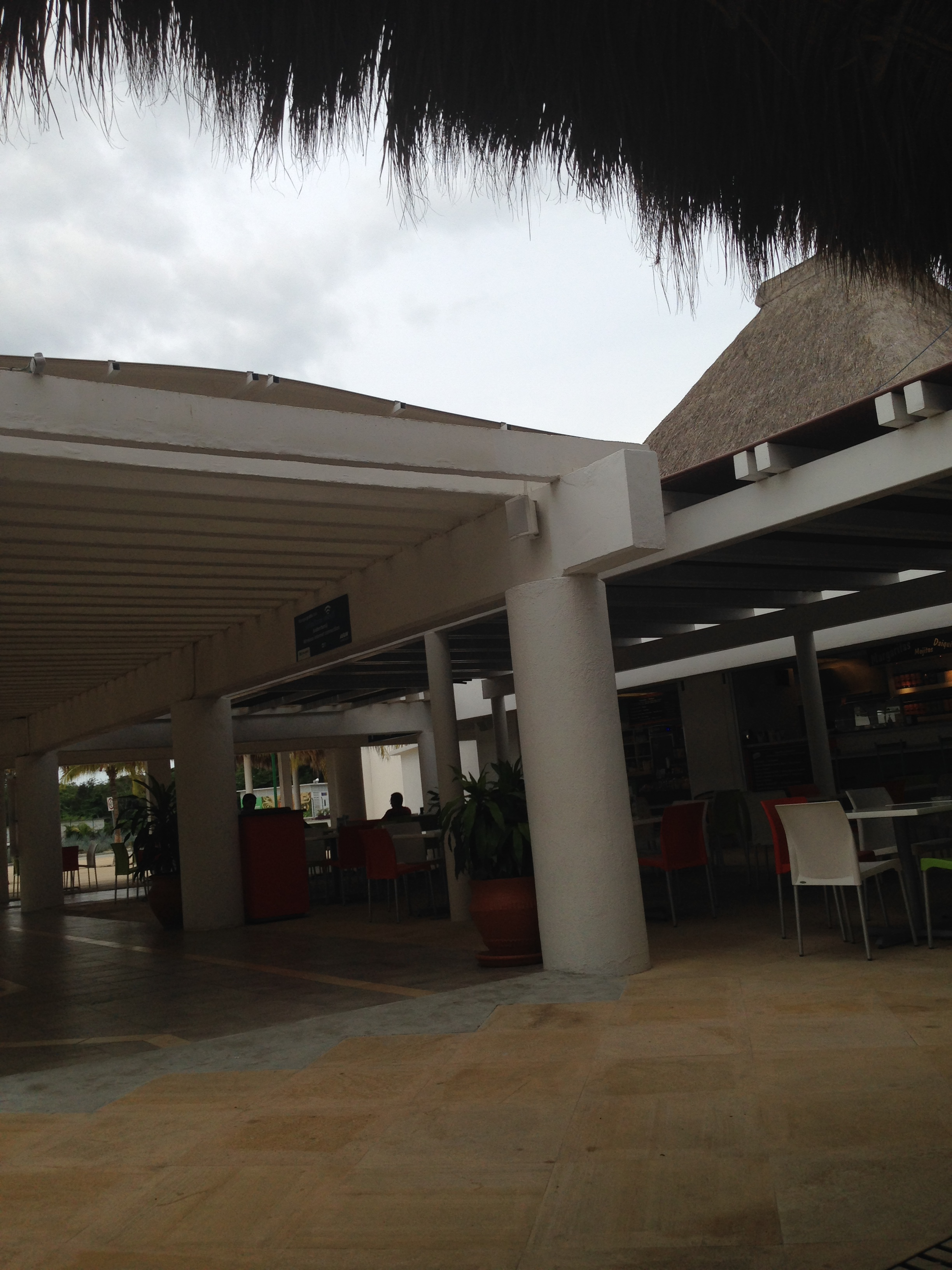
Intérieur de l'aéroport de Huatulco.

## Situation
| \| 500 km1:6 468 000 \| Acapulco Aguascalientes Huatulco Campeche Cancún Chetumal Chihuahua Ciudad · del Carmen Ciudad Juárez Ciudad · Obregón Ciudad · Victoria Colima Cozumel Culiacán Guanajuato Durango Guadalajara Hermosillo Ixtapa · Zihuatanejo La Paz San José · del Cabo Los Mochis Matamoros Mazatlán Mérida Mexicali Mexico B.J. Mexico F.A. Minatitlán Monterrey Morelia Nuevo · Laredo Oaxaca Playa · de Oro Puebla Puerto · Escondido Puerto · Vallarta Querétaro Reynosa San Luis · Potosí Tampico Tapachula Tepic Tijuana Toluca Torreón Tuxtla Gutiérrez Uruapan Veracruz Villahermosa Zacatecas |
| 500 km1:6 468 000 |

## Compagnies aériennes et destinations
| Compagnies                          | Destinations |
| ----------------------------------- | --- |
| Aeromar                             | En saison : Mexico-B. Juárez |
| Aeroméxico                          | En saison : Mexico-B. Juárez |
| Aeroméxico Connect                  | Mexico-B. Juárez |
| Aerotucán                           | Oaxaca-Xoxocotlán |
| Aerovega                            | Oaxaca-Xoxocotlán |
| Air Canada                          | En saison : Toronto (Pearson) |
| Air Transat                         | En saison : Edmonton, Toronto (Pearson) |
| American Eagle (compagnie aérienne) | En saison : Dallas-Fort Worth |
| Interjet                            | Mexico-B. Juárez |
| Magnicharters                       | Mexico-B. Juárez, Monterrey-M. Escobedo |
| Sun Country Airlines                | En saison : Minneapolis-Saint-Paul |
| Sunwing Airlines                    | En saison : Calgary, Edmonton, Montréal (P.-E.-Trudeau), Régina, Saskatoon, Toronto (Pearson), Vancouver, Victoria (International), Winnipeg (J. A. Richardson) |
| TAR Aerolineas                      | Oaxaca-Xoxocotlán, Querétaro |
| VivaAerobus                         | Mexico-B. Juárez En saison : Monterrey-M. Escobedo |
| Volaris                             | Guadalajara-M. Hidalgo y Costilla, Mexico-B. Juárez, Monterrey-M. Escobedo, Tijuana-A. L. Rodríguez En saison : Chicago-O'Hare                                  |
| WestJet                             | En saison : Calgary, Edmonton, Toronto (Pearson), Vancouver |

## Statistiques de trafic
Grâce aux nouveaux vols saisonniers en provenance du Canada et des États-Unis, l'aéroport est devenu l'un des aéroports du pays ayant la plus forte croissance au cours des dernières années: en 2017, il a accueilli 776 632 passagers et en 2018, 819 305 passagers, soit une augmentation annuelle de plus de 5 %.
Pour des raisons techniques, il est temporairement impossible d'afficher le graphique qui aurait dû être présenté ici.

Voir la requête brute et les sources sur Wikidata.

## Itinéraires les plus fréquentés
| Rang | Ville                                         | Passagers | Classement | Compagnie aérienne                                                              |
| ---- | --------------------------------------------- | --------- | ---------- | ------------------------------------------------------------------------------- |
| 1    | Modèle:Country data Mexico City , Mexico      | 306 020   | Stable     | Aeromar, Aeroméxico, Aeroméxico Connect, Interjet, Magni, Viva Aerobus, Volaris |
| 2    | Nuevo León , Monterrey                        | 18 351    | 2          | Magni, Viva Aerobus, Volaris                                                    |
| 3    | Jalisco , Guadalajara                         | 12 900    | 1          | Volaris                                                                         |
| 4    | Oaxaca , Oaxaca                               | 3 698     | 1          | Aerotucán, Aerovega, TAR                                                        |
| 5    | Querétaro , Querétaro                         | 3 452     |            | LE GOUDRON                                                                      |
| 6    | Modèle:Country data Baja California , Tijuana | 2 055     |            | Volaris                                                                         |

| Rang | Ville                     | Passagers | Classement | Compagnie aérienne                                 |
| ---- | ------------------------- | --------- | ---------- | -------------------------------------------------- |
| 1    | Canada , Toronto          | 12 876    | Stable     | Air Canada, Air Transat, Sunwing Airlines, WestJet |
| 2    | Canada , Calgary          | 11 641    | Stable     | Sunwing Airlines, WestJet                          |
| 3    | Canada , Vancouver        | 7 367     | 2          | Air Transat, Sunwing Airlines, WestJet             |
| 4    | Canada , Edmonton         | 5 438     | 6          | Air Transat, Sunwing Airlines, WestJet             |
| 5    | United States , Chicago   | 5 130     | 1          | Volaris                                            |
| 6    | Canada , Regina           | 4 109     | 2          | Air Transat, Sunwing Airlines                      |
| 7    | Canada , Winnipeg         | 2 327     | 1          | Sunwing Airlines                                   |
| 8    | United States , Houston   | 1 781     | 5          | United Express                                     |
| 9    | United States , St. Louis | 1 718     | Stable     |                                                    |
| dix  | Canada , Saskatoon        | 1 528     | 1          | Sunwing Airlines                                   |

## Voir également
- Liste des aéroports les plus fréquentés au Mexique